# Odostomia cookeana
Odostomia cookeana är en snäckart som beskrevs av Bartsch 1910. Odostomia cookeana ingår i släktet Odostomia och familjen Pyramidellidae. Inga underarter finns listade i Catalogue of Life.